# Museo Mevlâna
El Museo Mevlana en Konya, Turquía, comenzó como residencia de derviches (zauía) de la orden Mevleví o derviches giradores. Alberga el mausoleo de Yalal ad-Din Muhammad Rumi, más conocido como Rumi, poeta y místico sufí persa.

## Historia
El sultán Kaikubad I, monarca selyúcida que había invitado a la Rumi a Konya, donó su jardín de rosas como lugar de enterramiento al padre de Rumi, Baha' ud-Din Walad, quien falleció el 12 de enero de 1231. Cuando Rumi falleció el 17 de diciembre de 1273, fue enterrado junto a su padre.
El sucesor de Rumi, Hüsamettin Çelebi decidió construir un mausoleo sobre la tumba de su maestro. La construcción selyúcida, realizada por el arquitecto Badr al-Din Tabrizi, se completó en 1274. El costo fue subvencionado por Gurju Khatun, esposa del emir selyúcida Suleimán Pervâne, y el emir Alameddin Kayser. El tambor cilíndrico de la cúpula originalmente descansaba sobre cuatro pilares. La cúpula está recubierta por azulejos turquesas.
Con el paso del tiempo, se fueron añadiendo secciones al complejo original hasta 1854. Selimoğlu Abdülvahit decoró el interior y talló la madera para el catafalco. Un decreto promulgado por Atatürk el 6 de abril de 1926 declaraba que el mausoleo y la residencia de derviches fueran convertidos en un museo que abrió al público el 2 de marzo de 1927. En 1954 fue oficialmente renombrado como Museo Mevlana.

## Descripción

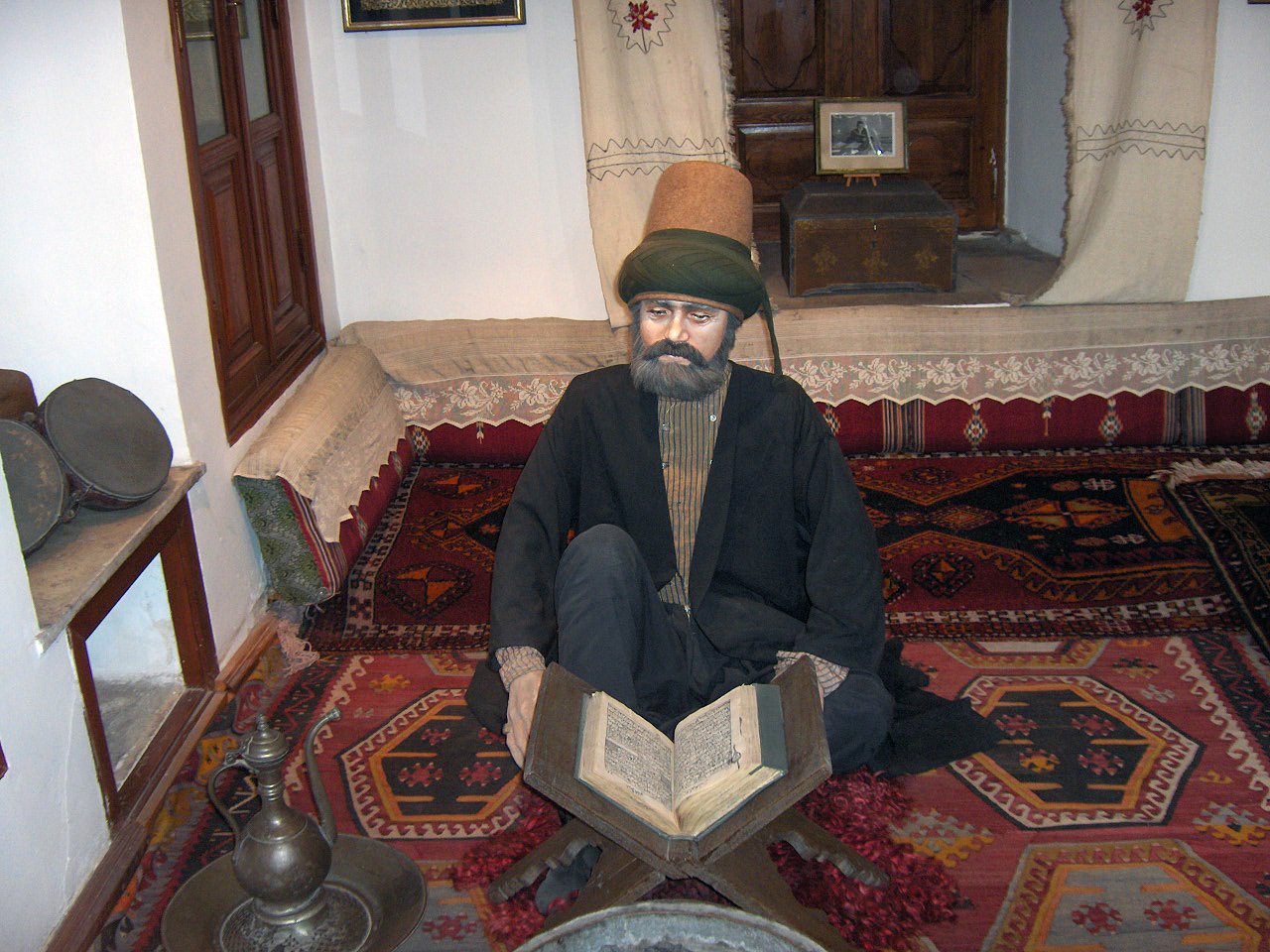
Modelo de un derviche estudiando en una de las celdas tekke originales.

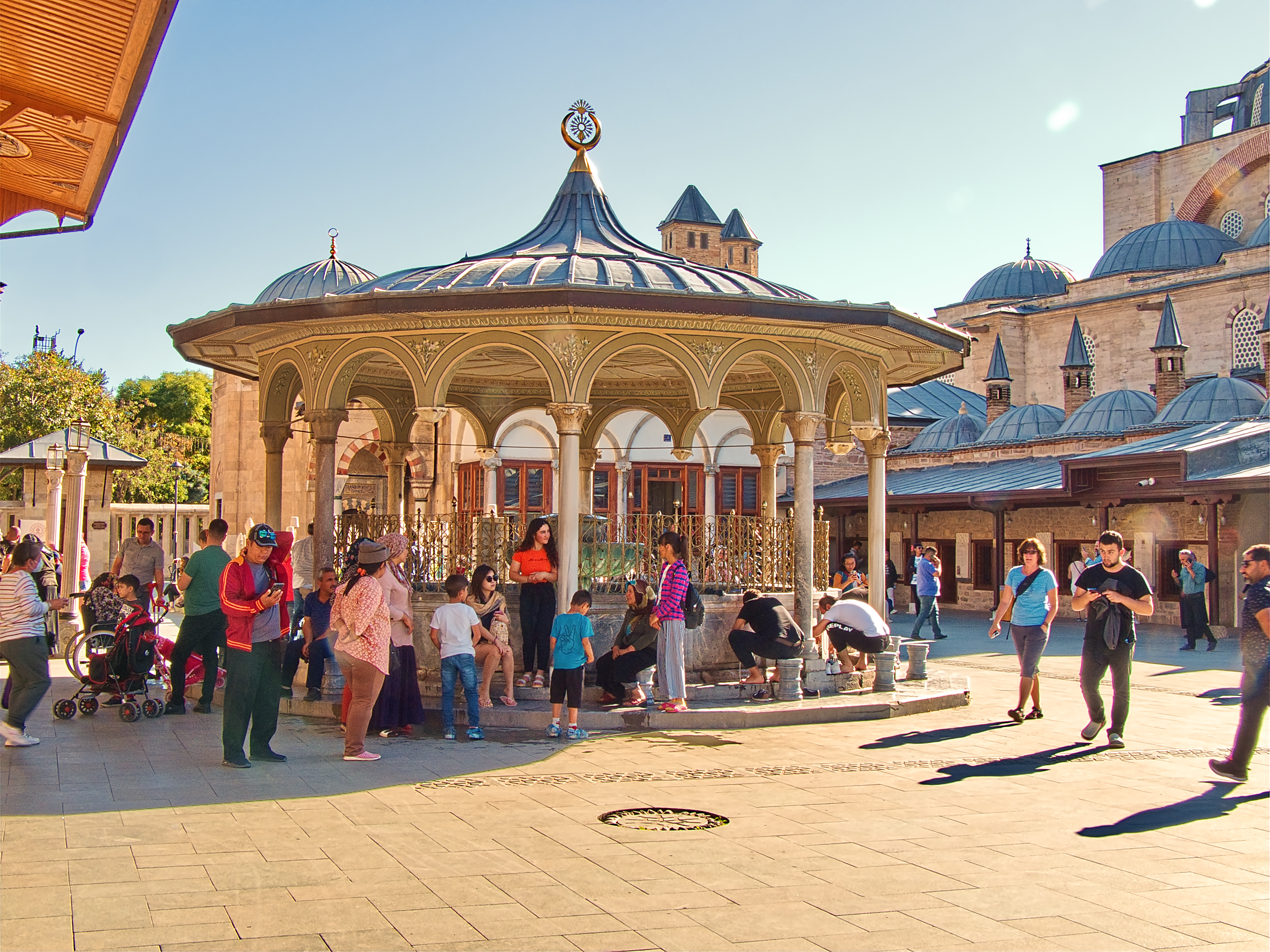
Patio del Museo Mevlana

La puerta principal del museo conduce a un patio pavimentado con mármol. En el lado derecho se encuentran la cocina de los derviches y la tumba de Hurrem Pasha, construida durante el reinado de Solimán el Magnífico. A la izquierda hay diecisiete celdas para derviches, construidas durante el reinado de Murad III, cada una de ellas cubierta con una pequeña cúpula. La cocina también se utilizaba para educar a los derviches y enseñarles a realizar el sema, el famoso ritual giratorio. La chadirvan (fuente de abluciones) en el medio del patio fue construida durante el reinado de Selim I .

### Sala de rituales
La Sala Ritual fue construida durante el reinado del sultán Solimán el Magnífico al mismo tiempo que la pequeña mezquita contigua. En esta sala los derviches solían realizar el Sama, la danza ritual giratoria, realizada al ritmo de instrumentos musicales como el kemence (un pequeño violín de tres cuerdas), el kemane (un violín más grande), el halile (un pequeño platillo), el daire (una especie de pandereta), el kudüm (un tambor), el rebab (una guitarra) y el ney (flauta), que antaño tocaba el propio Mevlâna. En esta sala se exponen ejemplos de estos instrumentos, junto con una alfombra de oración Kirşehir del siglo XVIII, ropas derviches (incluida la de Mevlâna) y cuatro lámparas de mezquita de cristal (siglo XVI, periodo mameluco egipcio). En esta sala también hay un raro Divan-i-Kebir (colección de poesía lírica) de 1366 y dos excelentes ejemplares de Masnavis (libros de poesía escritos por Mevlâna) de 1278 y 1371.

### Sarcófagos

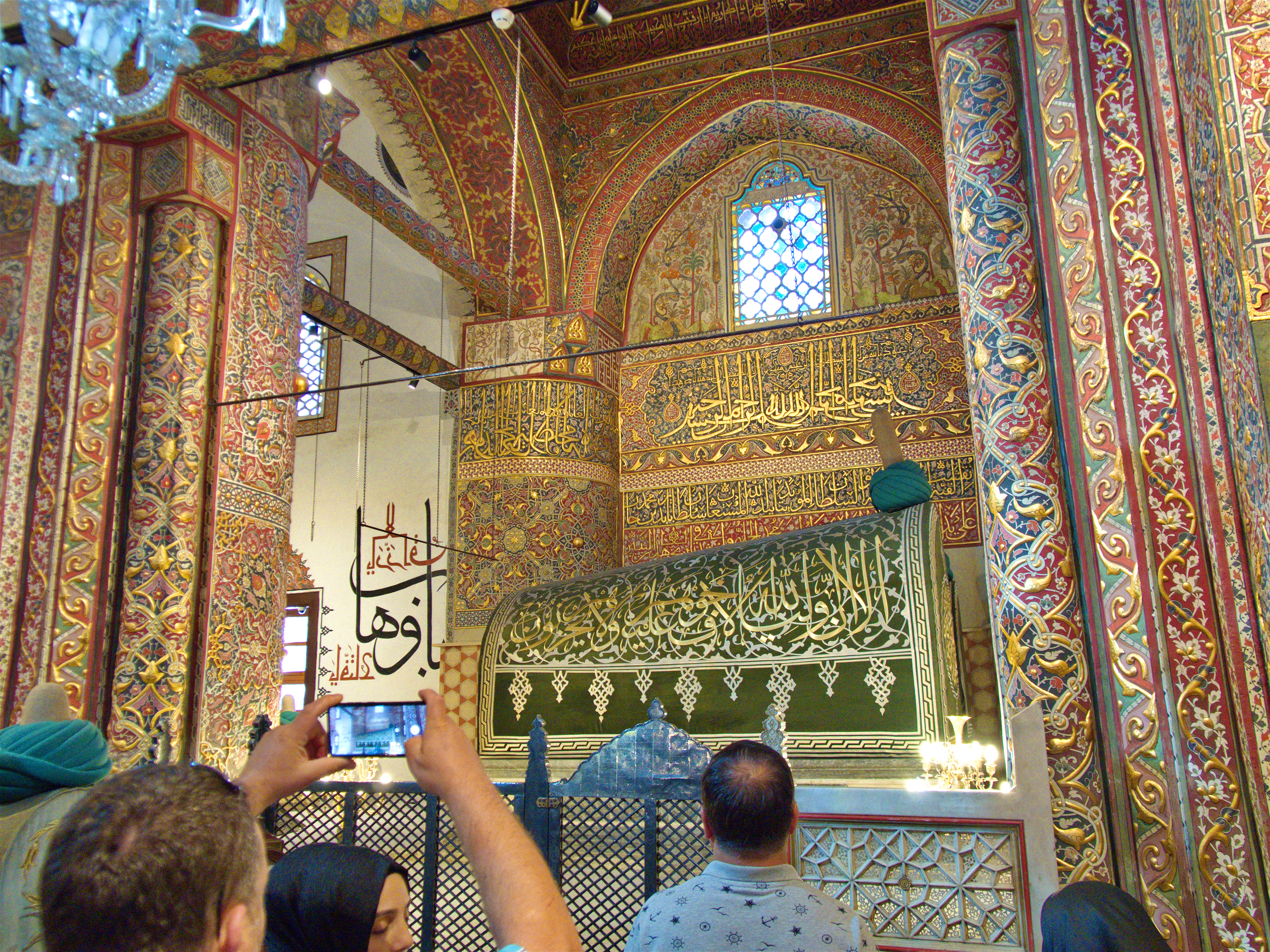
Sarcófago de Mevlâna, también conocido como tumba de Mevlana dentro del propio museo.

El sarcófago de Mevlana se encuentra bajo la cúpula turquesa, símbolo de la ciudad, y debajo de ella se encuentra la cámara funeraria real. Está recubierto con un brocado bordado en oro con versículos del Corán. Esta y todas las demás cubiertas fueron un regalo del sultán Abdul Hamid II en 1894. Junto al sarcófago de Mevlâna hay varios otros, incluidos los de su padre Bahaeddin Veled y su hijo Sultan Veled. El sarcófago de madera de Mevlâna, que data del siglo XII, es una obra maestra de la talla de madera selyúcida. La celosía de plata que separa los sarcófagos de la cámara principal fue construida por Ilyas en 1579.

### Mausoleo
La puerta de la Tumba conduce al mausoleo y a la pequeña mezquita. Sus dos puertas están decoradas con motivos selyúcidas y un texto persa del mulá Abdurrahman Cami que data de 1492. Conduce a la pequeña sala Tilavet, de cánticos, que está decorada con una rara caligrafía otomana en los estilos zuluz, nasjí y talik. En esta sala se recitaba y cantaba continuamente el Corán antes de que el mausoleo se convirtiera en museo.
Una puerta plateada conduce desde la sala Tilavet al mausoleo. Según una inscripción en la puerta, esto fue hecho por el hijo de Mehmed III en 1599. En el lado izquierdo hay seis ataúdes alineados en filas de tres; pertenecían a los derviches que llegaron a Konya con Mevlâna y su familia desde Belkh. Frente a ellos, en una plataforma elevada bajo dos cúpulas, se encuentran cenotafios pertenecientes a los descendientes de la familia Mevlâna, su esposa e hijos, y algunos miembros de alto rango de la orden Mevleví.

### Mezquita
La pequeña mezquita contigua se utiliza ahora para exhibir una colección de antiguos coranes iluminados y valiosas alfombras de oración. Se cree que una caja decorada con nácar contiene la barba sagrada de Mahoma.

## Turismo y cultura

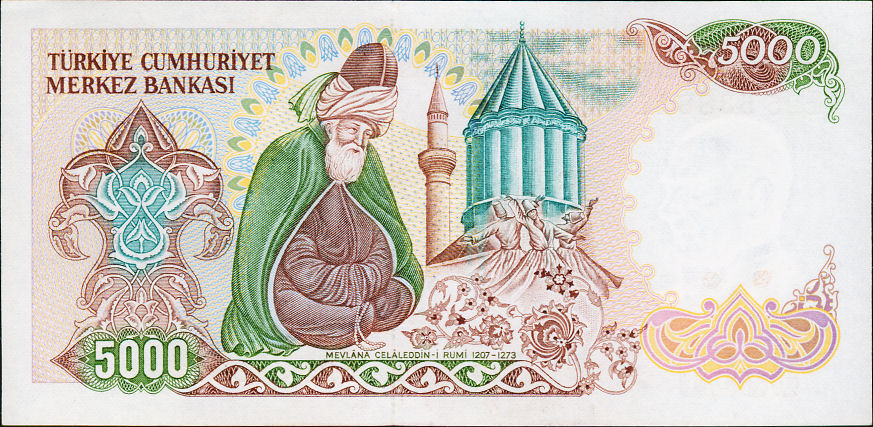
Reverso del billete de 5000 liras (1981-1994).

El mausoleo fue representado en el reverso de los billetes turcos de 5.000 liras utilizados entre 1981 y 1994. Recibió 3,4 millones de visitantes en 2019, lo que lo convirtió en el museo más visitado de Turquía ese año.

## Galería

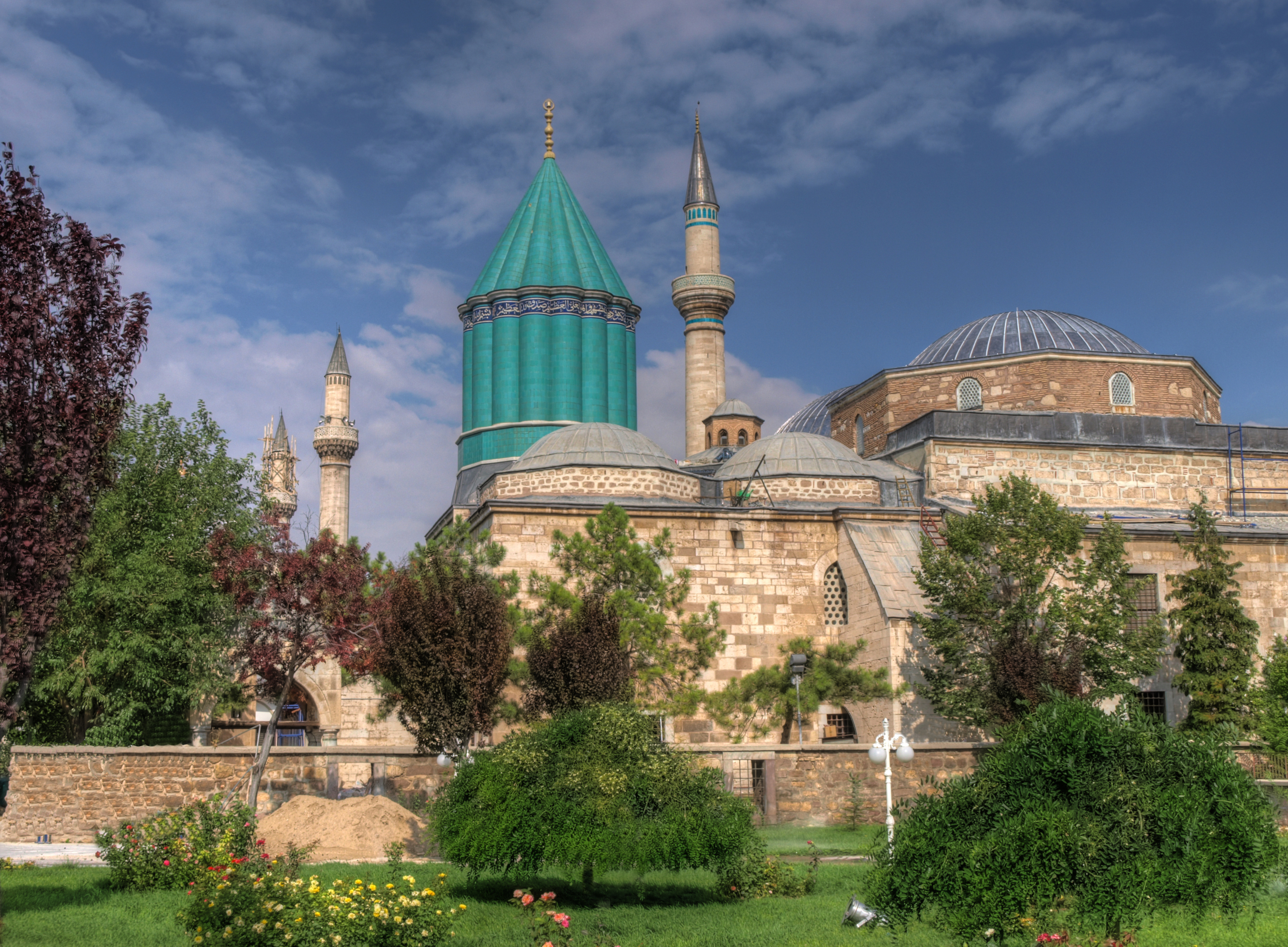
Museo Mevlâna
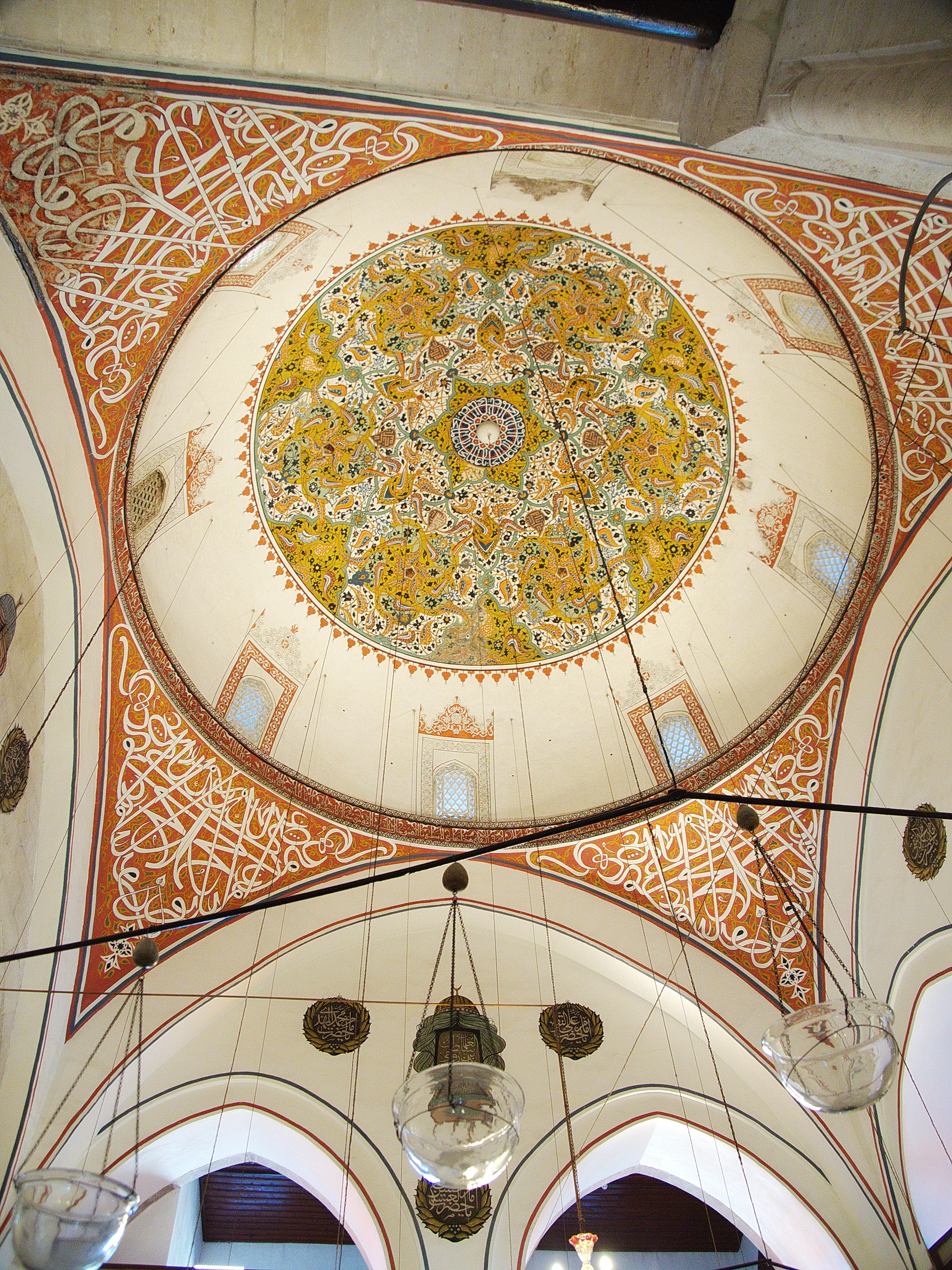
Cúpula del Museo Mevlana
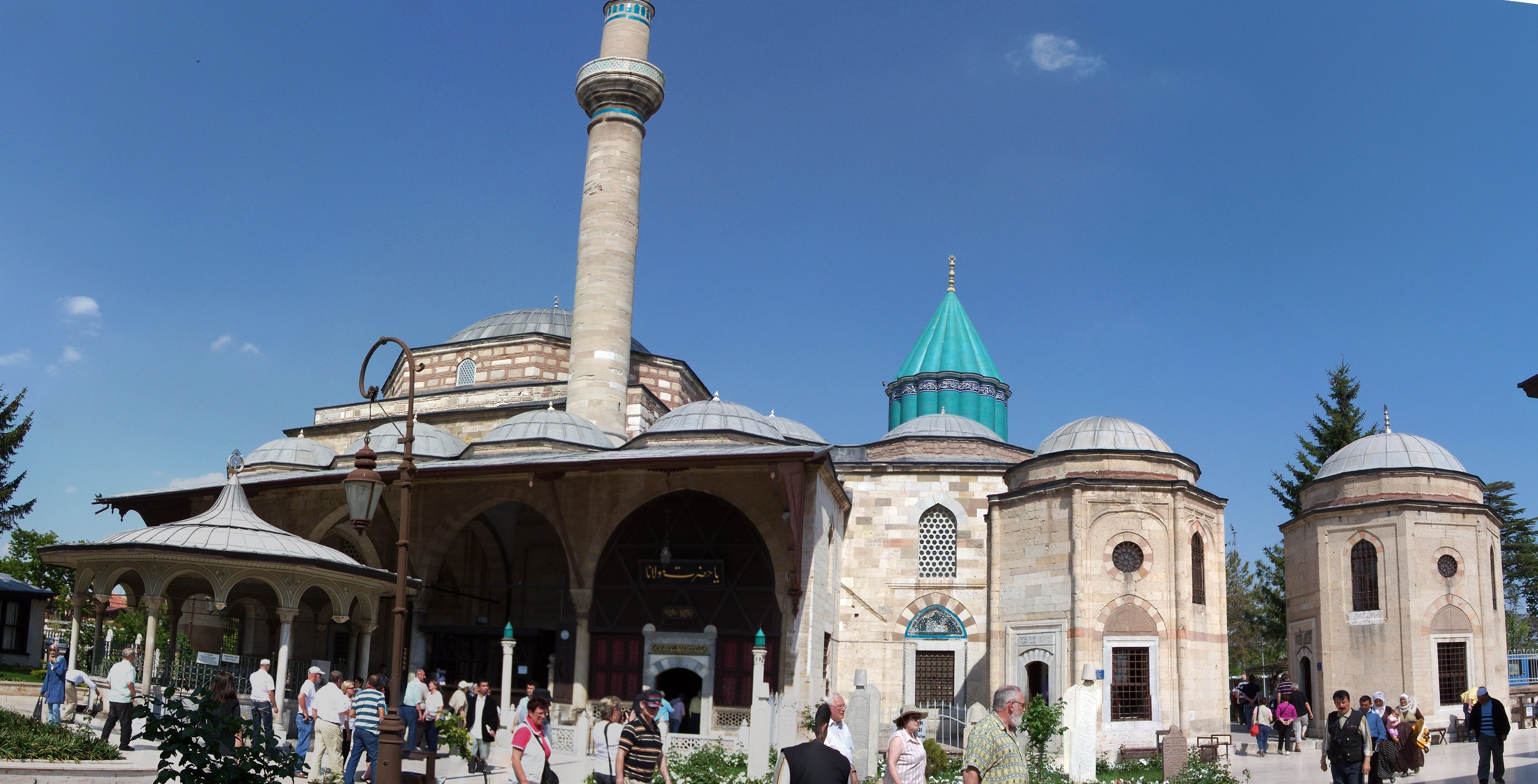
Vista del Museo Mevlâna, el şadırvan y la cúpula turquesa.
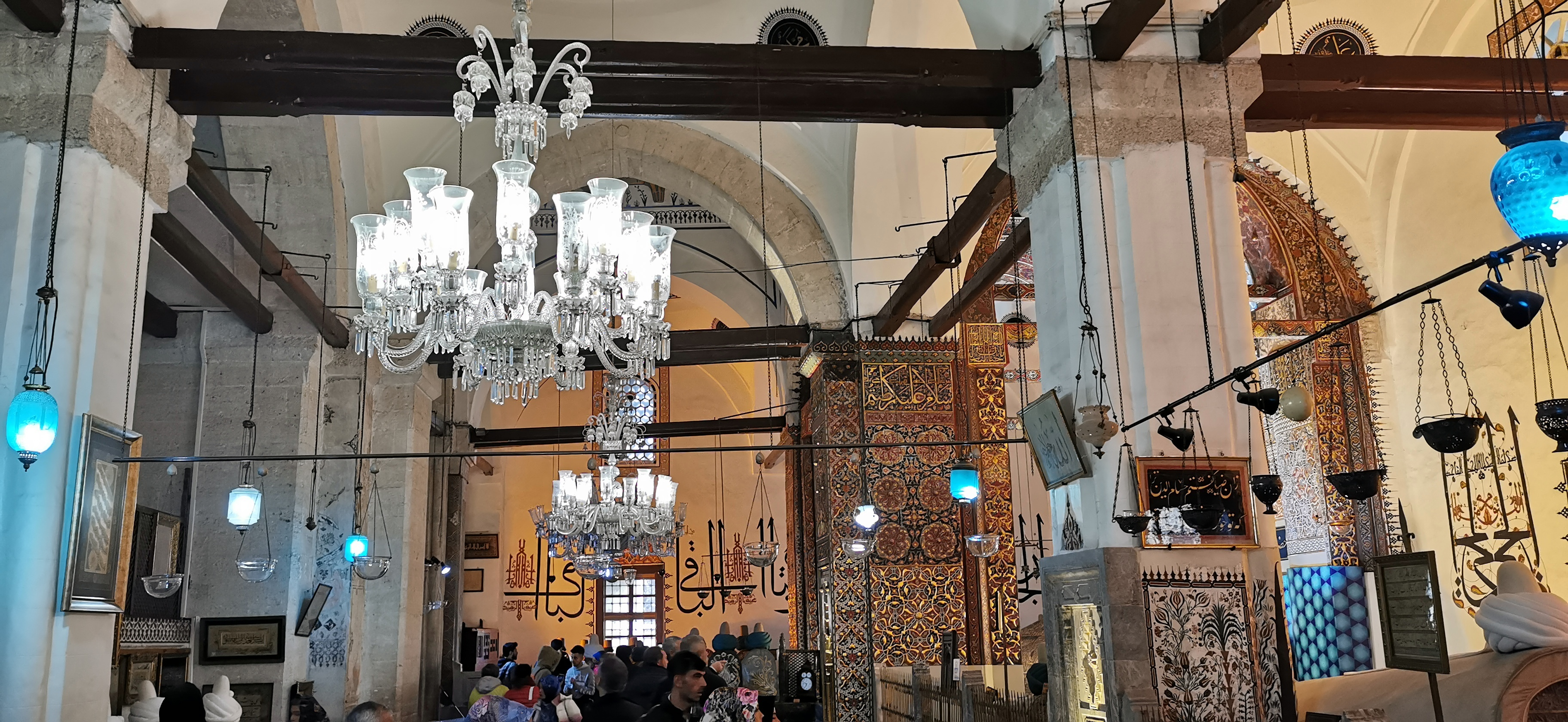
Interior del Museo Mevlana